# Zolli (Roccabascerana)
Zolli è una frazione di 218 abitanti del comune Roccabascerana in provincia di Avellino.

## Geografia fisica
Si trova nelle estremità dei confini delle province di Benevento e Avellino, nella zona nord del comune di Roccabascerana è posta inoltre a nord delle frazioni beneventane di Beltiglio e San Giovanni del comune di Ceppaloni, e a sud di Tufara Valle che fa parte di entrambe le province, Zolli è inoltre molto vicina alle porte della città di Benevento.

## Storia
La frazione deriva dal nome della famiglia Zollo, stabilita nel XVII secolo.

## Monumenti e luoghi d'interesse
A Zolli è presente l'antica chiesetta di S. Antonio.